# Musée Toulouse-Lautrec
Musée Toulouse-Lautrec (Muzeum Toulouse-Lautreca) – muzeum sztuki położone w Albi przy placu św. Cecylii poświęcone Henriemu de Toulouse-Lautrecowi. Posiada największy na świecie zbiór jego prac: ponad 1000 obrazów, rysunków, litografii, szkiców, w tym wszystkie plakaty w liczbie 31. Muzeum odwiedza rocznie ok. 160 000 gości, co stawia je w czołówce muzeów położonych poza Paryżem.

## Historia
Wprowadzone w 1905 ustawodawstwo oddzielające Kościół od Państwa umożliwiło przekształcenie byłej rezydencji arcybiskupów Palais de la Berbie w muzeum. Dzięki spuściźnie po artyście, przekazanej w 1922 przez hrabiego i hrabinę de Toulouse-Lautrec, galerie poświęcone artyście zainaugurowały swą działalność.
W 2001 rozpoczęto w muzeum prace renowacyjne i modernizacyjne, w ramach których wykonano nowy projekt wejścia do muzeum, a pod nim samym zbudowano audytorium na 156 miejsc, przeznaczone na konferencje i odczyty, pomieszczenia na warsztaty edukacyjne i prezentacje dla dzieci, uczniów i dorosłych oraz pomieszczenie dla wystaw czasowych. 2 kwietnia 2012 otwarto zmodernizowaną placówkę dla publiczności. Zgromadzone eksponaty są prezentowane w porządku tematycznym i chronologicznym. Na pierwszym piętrze, ciągnącym się wokół dziedzińca honorowego, eksponowane są prace Toulouse-Lautreca, natomiast na drugim – sztuka współczesna.

## Budynek
W II połowie XIII wieku biskupi Albi postanowili w pobliżu katedry św. Cecylii wybudować rezydencję Palais de la Berbie. Przypominający fortecę pałac jest świadectwem dawnej potęgi biskupów Albi. Średniowieczna architektura budowli o wysokich i grubych murach łączy dziedziniec honorowy ze stołpem. W ciągu stuleci pałac był przebudowywany i powiększany. Wpisany na listę zabytków Francji należy do najlepiej zachowanych rezydencji biskupich w tym kraju. Od 2010 wraz z miastem Albi znajduje się na liście światowego dziedzictwa UNESCO.

## Zbiory
Zbiory dzieł artysty w muzeum jego imienia stanowią dar jego rodziców i obejmują ponad 1000 prac dokumentujących jego działalność artystyczną, w tym m.in. wszystkie plakaty (31), i obrazy z ulubionymi motywami (Montmartre, kobiety, portrety).

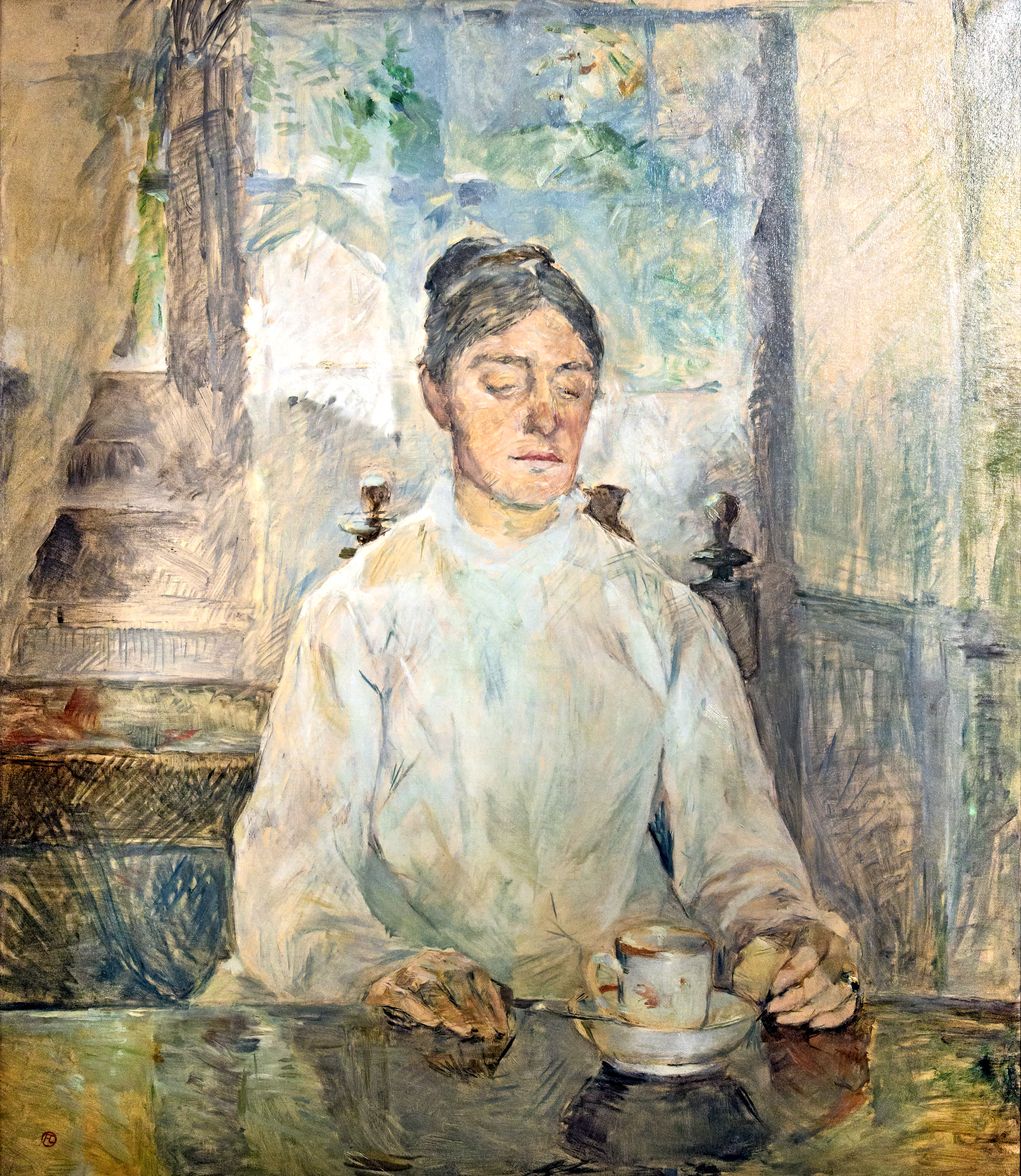
Matka artysty, hrabina Adèle de Toulouse-Lautrec przy śniadaniu w zamku Malromé, ok. 1881–1883
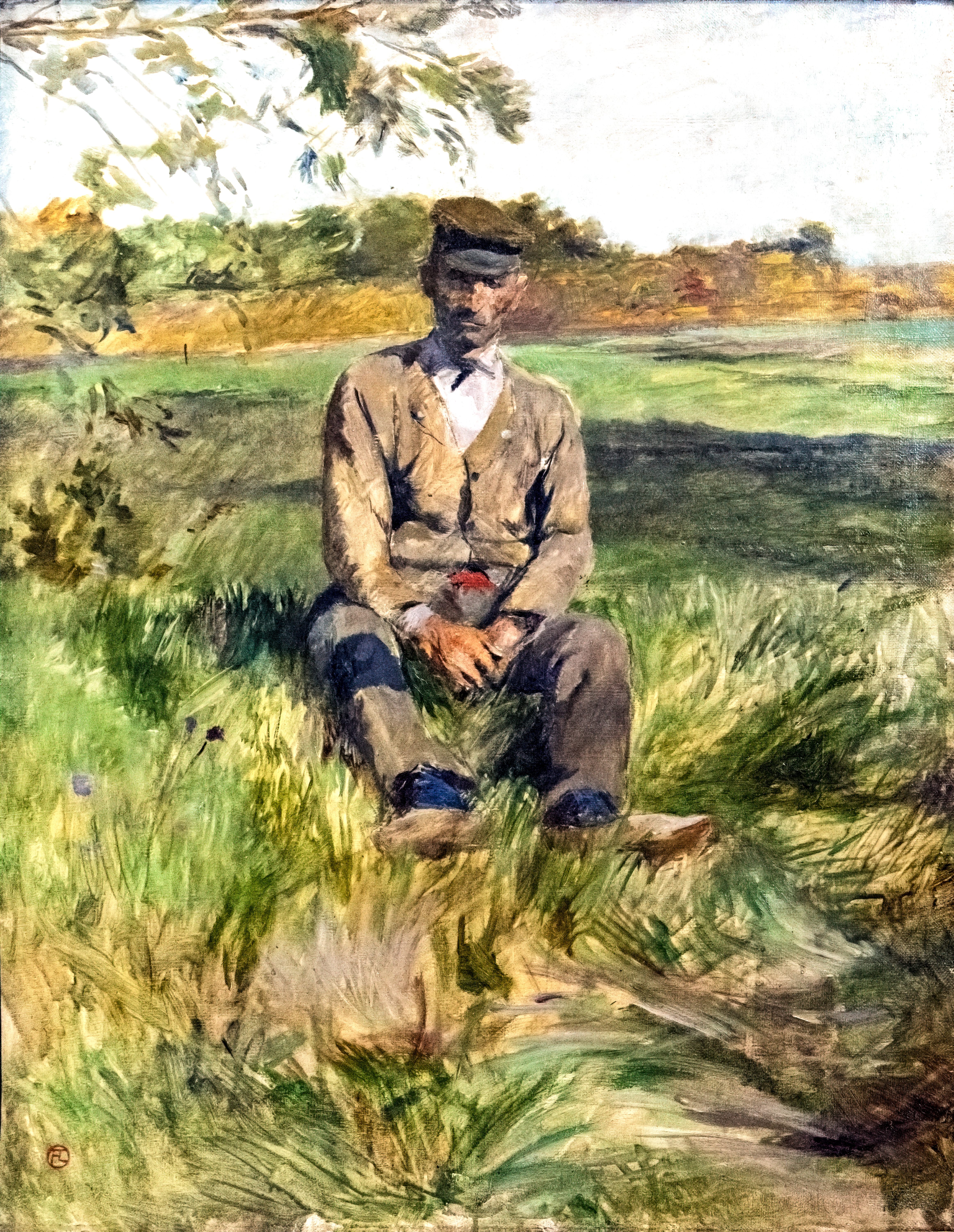
Robotnik z Celeyran, 1882
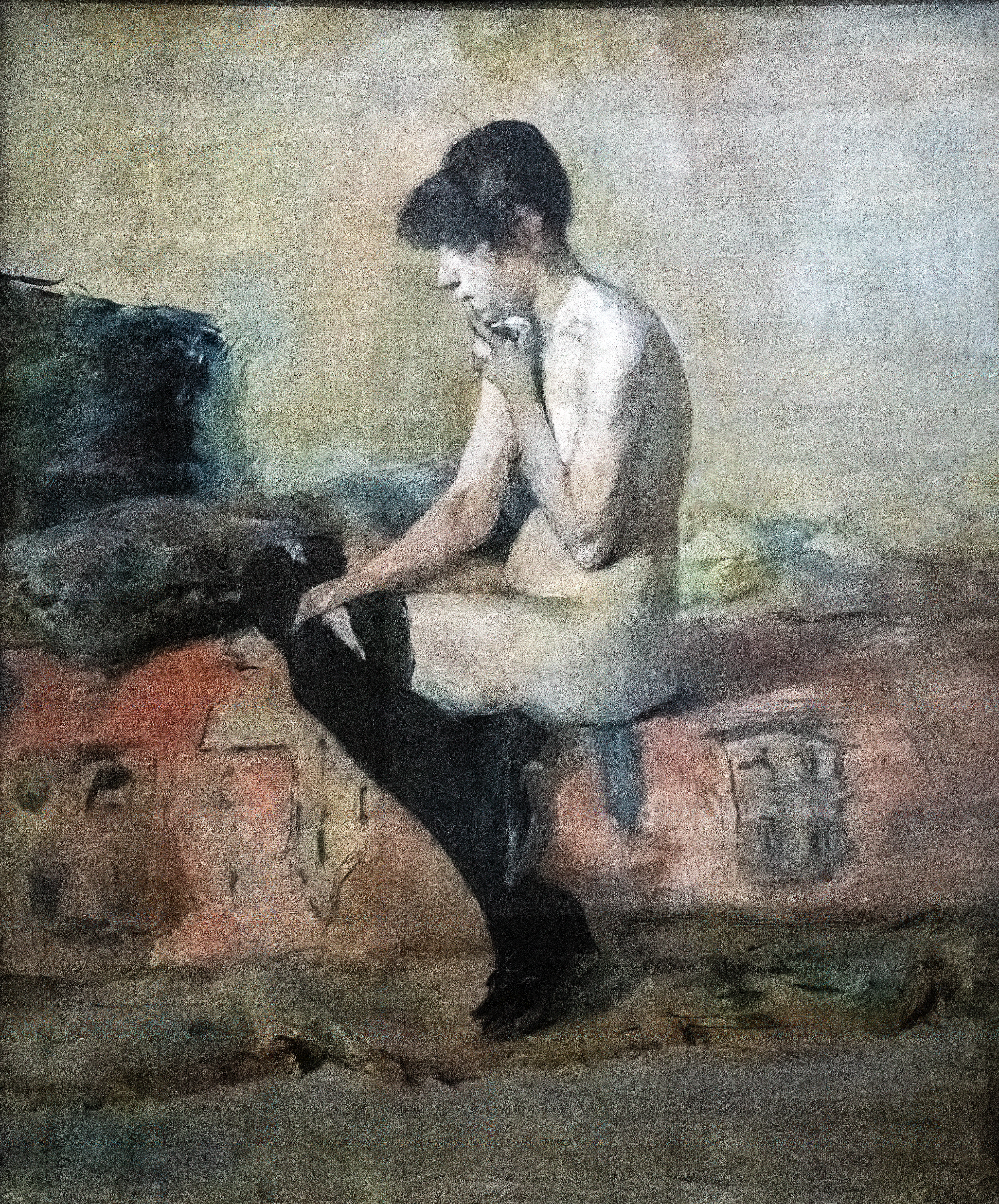
Studium aktu, 1882
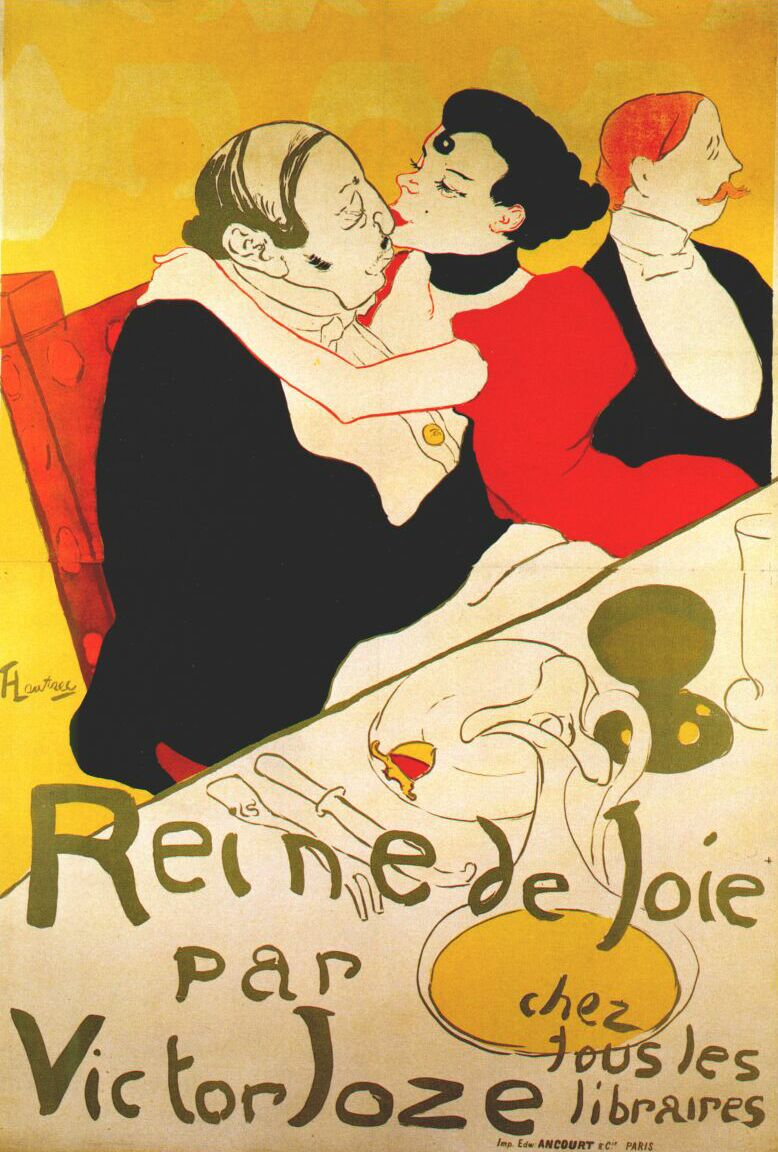
Królowa rozkoszy (plakat), 1892
Salon przy Rue des Moulins (szkic pastelowy), 1894
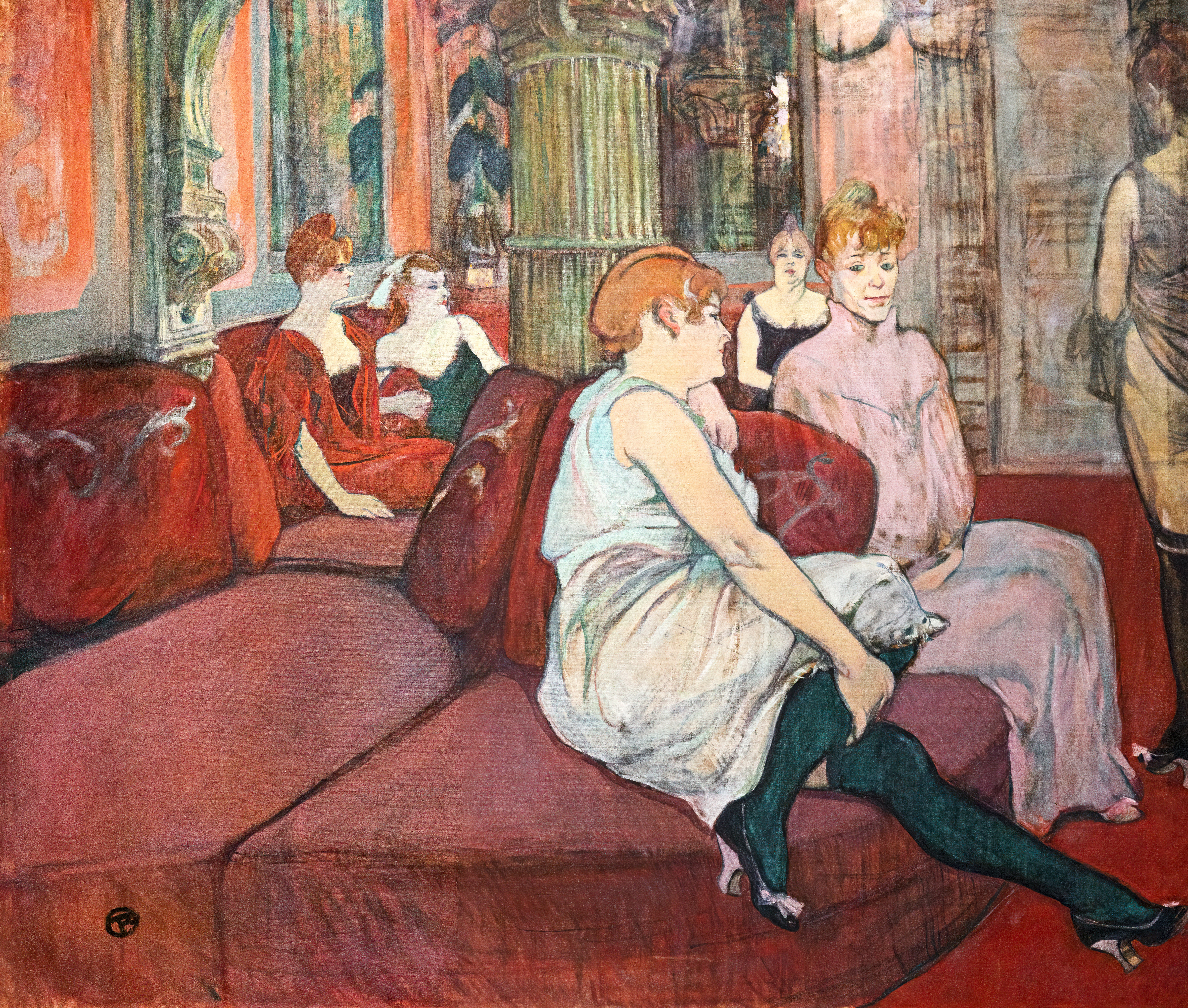
W salonie przy rue des Moulins, 1894
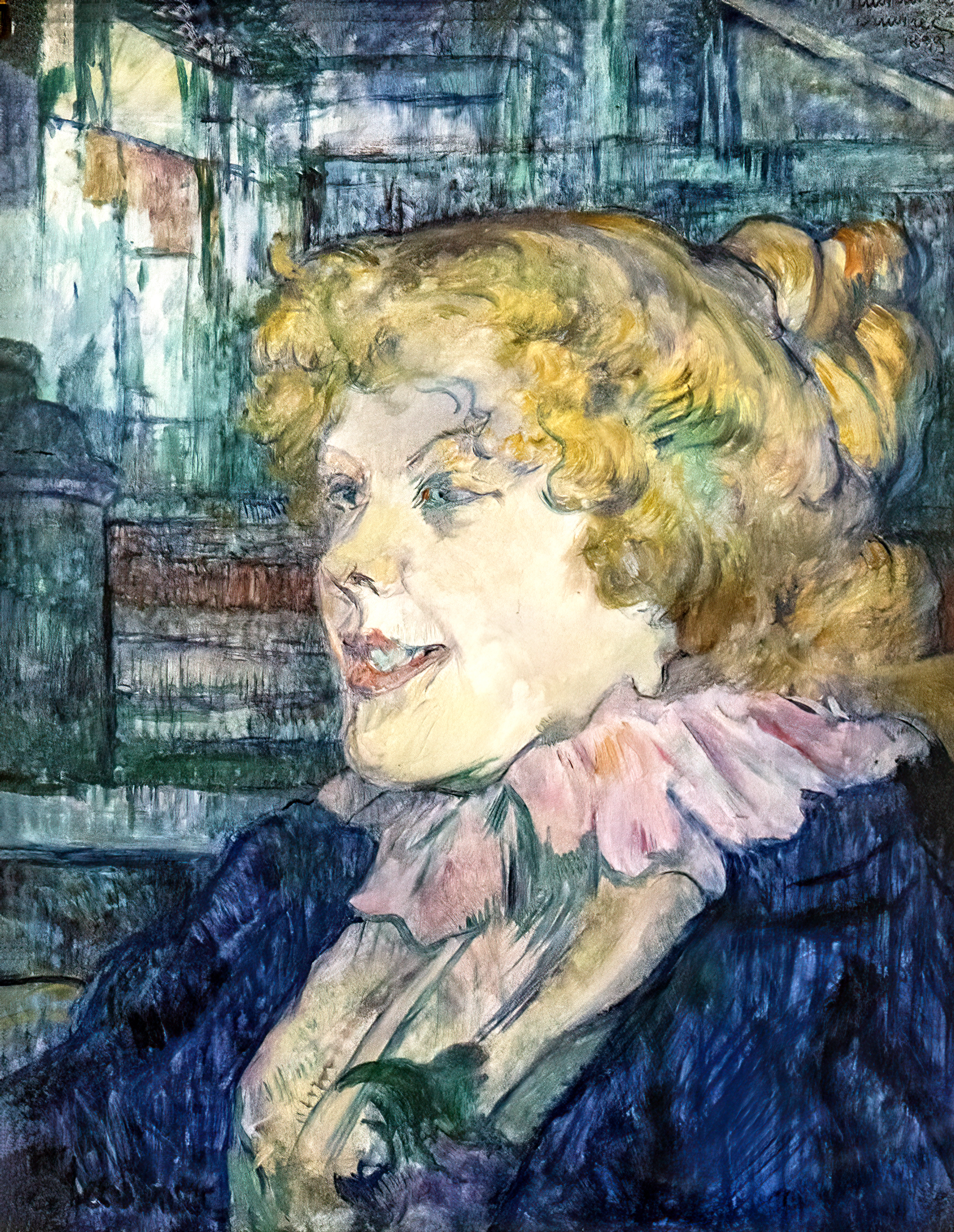
Angielka ze Star du Havre, 1899
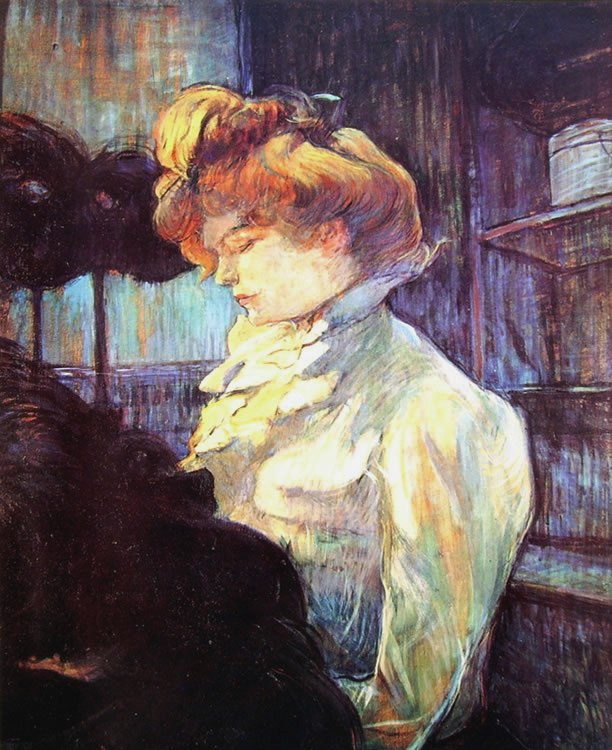
Modystka: Mademoiselle Louise Blouet, 1900